# Répondez-moi
A Répondez-moi (magyarul: Válaszoljatok!) Gjon’s Tears albán–koszovói származású svájci énekes dala, amivel Svájcot képviselte volna a 2020-as Eurovíziós Dalfesztiválon. Az előadót a svájci közszolgálati televízió belsőleg választotta ki, hogy képviselje az országát a dalfesztiválon. 2010 óta ez lett volna az első francia nyelvű svájci versenydal.

## Eurovíziós Dalfesztivál
2020. március 4-én jelentette be a svájci közszolgálati műsorszóró társaság (SRG SSR), hogy Gjon Muharremaj (művésznevén Gjon’s Tears) és a Répondez-moi című dal fogja képviselni az országot a 65. Eurovíziós Dalfesztiválon, Rotterdamban. A dalt 515 pályamű közül választotta ki egy száztagú nézőközönség és egy huszonegy tagú eurovíziós zsűri. A videóklipet ütemezett premierben mutatták be a dalverseny hivatalos YouTube-csatornáján.
A dalt az Eurovíziós Dalfesztiválon az előzetes sorsolás alapján először a május 14-i második elődöntő második felében adták volna elő, azonban március 18-án az Európai Műsorsugárzók Uniója bejelentette, hogy 2020-ban nem tudják megrendezni a versenyt a COVID–19-koronavírus-világjárvány miatt.

## Slágerlisták
| Slágerlista (2020)          | Legjobb helyezés |
| --------------------------- | ---------------- |
| Svájc (Schweizer Hitparade) | 100.             |